# Bonbon de maïs
Pour les articles homonymes, voir Bonbon (homonymie).
Le bonbon de maïs est un bonbon consommé aux États-Unis et au Canada principalement à la période de Halloween. Cette sucrerie comprend une large base jaune, un centre orange conique et une pointe blanche qui évoquent l'apparence des grains de maïs. Ce bonbon est approximativement trois fois plus grand qu'un véritable grain de maïs mûr ou sec.
Il est fabriqué principalement à partir de sucre, de sirop de maïs, de cire de carnauba, de colorant artificiel et de liants.

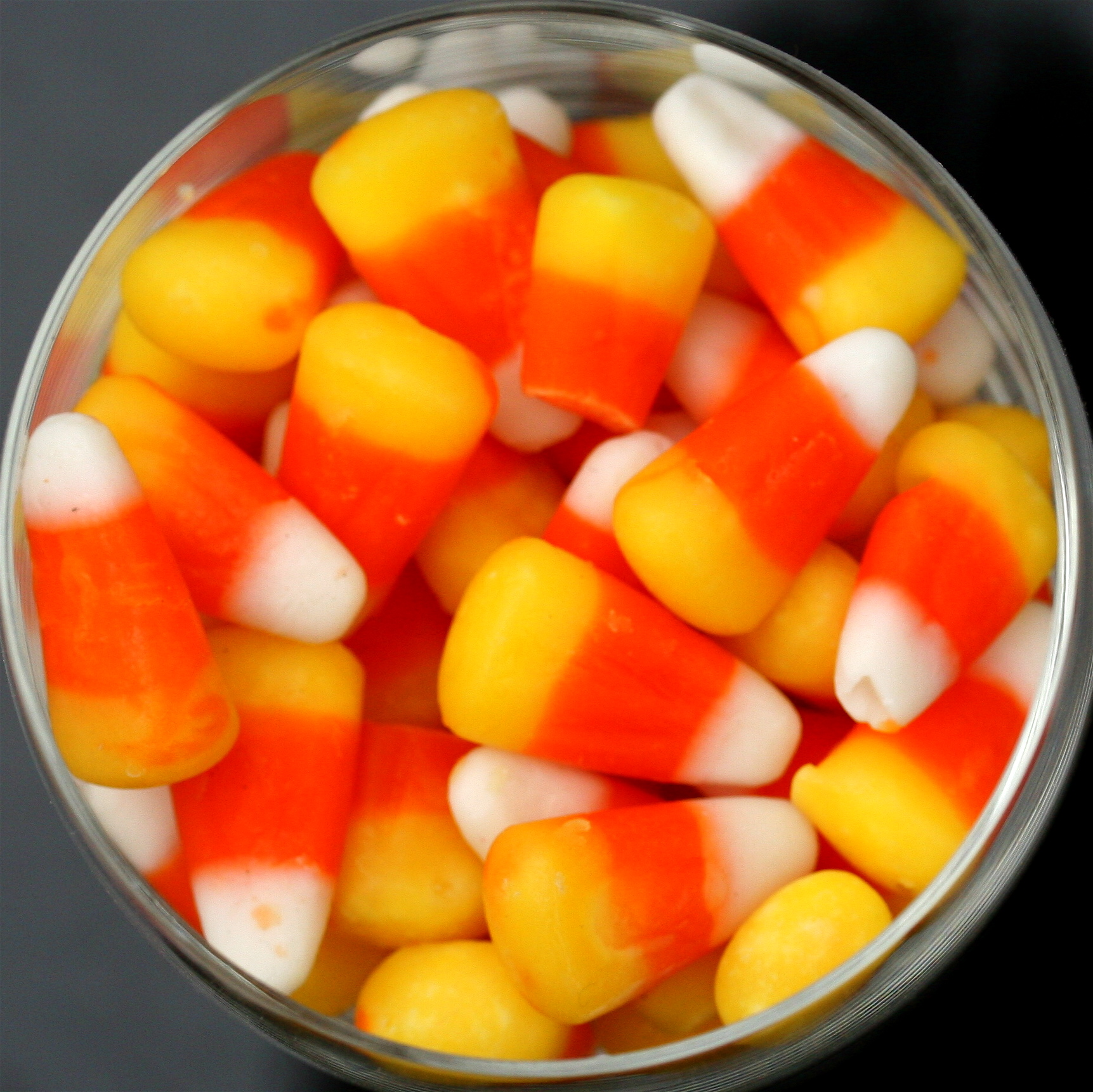
Bonbon de maïs

## Histoire
La « nourriture pour poulet » (Chicken Feed) était le nom original de cette friandise, dont la production débute dans les années 1880. La Wunderle's Candy, fondée par George Renninger à Philadelphie , est la première entreprise à produire ce bonbon. Au cours du XIXe siècle, la Goelitz Confectionery Company (aujourd'hui rebaptisée Jelly Belly) entame une production manufacturée. De même que pour d'autres sucreries inspirées du milieu agronome de l'époque de la fin du XIXe siècle, le confiseur américain cible une population largement rurale.
Le bonbon de maïs est consommé à la saison automnale et lors de la fête de Halloween aux États-Unis. La description de la saveur du bonbon de maïs divise l'opinion et entraîne certains débats.

## Ventes
La National Confectioners Association (en) estime qu'un peu plus de 9 072 tonnes de bonbons de maïs sont vendus chaque année.

## Production
À l'origine, le bonbon est de fabrication manuelle. Les fabricants mélangent d'abord du sucre, du sirop de maïs, de la cire de carnauba, de l'eau, pour cuire le tout afin d'obtenir une bouillie. Ensuite, du fondant est ajouté pour la texture et de la guimauve est incorporée pour obtenir de la souplesse en bouche. Le mélange final est ensuite chauffé et versé dans des moulages. Trois passages sont nécessaires pendant le processus de coulée, un pour obtenir chaque section colorée.
La composition reste fondamentalement la même aujourd'hui. La production par la méthode appelée « modélisation de la fécule de maïs », reste essentiellement inchangée, cependant les tâches initialement réalisées à la main ont été rapidement automatisées par des machines créées à cet effet.

## Variétés

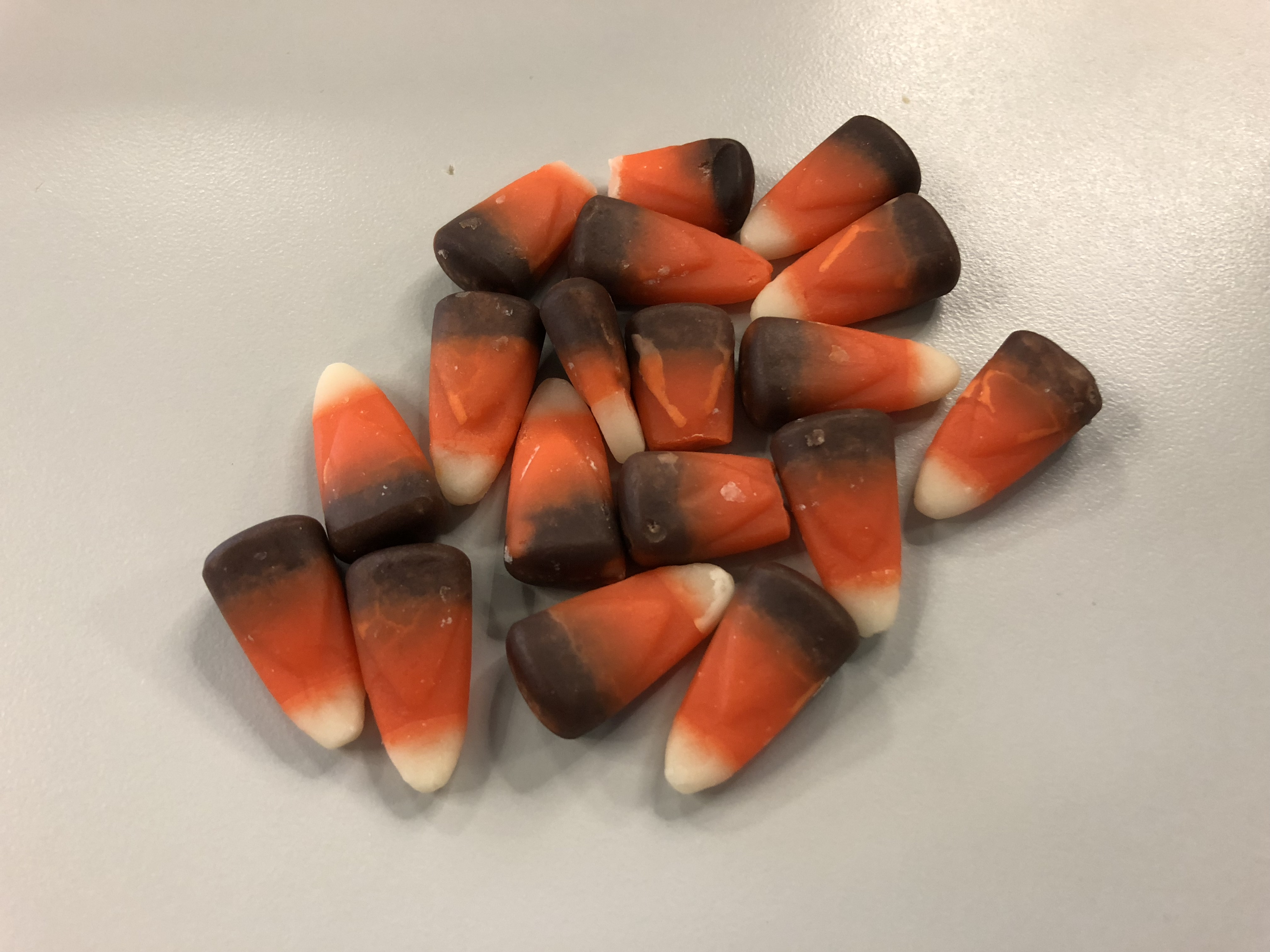
Une déclinaison colorée différente, appelée « maïs indiens ».

Une variété populaire des bonbons de maïs appelée « maïs indiens », composée d'une rangée de base de chocolat brun, d'une rangée centrale orange et d'un pointe blanche, est souvent disponible à Thanksgiving. Lors de la saison d'Halloween, des bonbons de maïs à la tourte à la mûre peuvent être vendus dans l'est canadien.
Les producteurs de friandises ont ajouté des variantes de couleurs aux bonbons pour les adapter aux autres fêtes. La variante de Noël (quelquefois nommée « maïs des rennes » ) est ornée d'une base rouge et d'un centre vert ; la variante du jour de la Saint-Valentin (quelquefois nommée « maïs de Cupidon » ) ont typiquement une base rouge et un centre rose ; aux États-Unis, pour les célébrations du jour de l'Indépendance, la friandise avec une base bleue, un centre blanc et une point rouge (nommée « le maïs de la liberté » ) peut être aperçue lors de festins de célébrations et lors des célébrations patriotiques ; la variante de Pâques (quelquefois nommée « maïs du lapin » ) est habituellement colorée d'uniquement de deux couleurs, mais peut aussi être fait avec des couleurs dans les tons pastels (par exemple : rose, vert, jaune et mauve) et d'une pointe blanche venant dans un seul même emballage. En 2011 est apparue une variante  du bonbon de maïs à la pomme caramel et à la pomme vert. En 2013, il eut une variante de bonbon de maïs à la citrouille et aux épices. En 2014, les maïs à la carotte furent également introduits pour la période de Pâques, avec des couleurs verte et orange et ayant une saveur typique de gâteau aux carottes. En 2015, le gâteau d'anniversaire et le bonbon de maïs de célébration firent leur apparition pour la période du jour de l'Indépendance américaine.